# Alessandro Rosina
Alessandro Rosina (* 31. Januar 1984 in Belvedere Marittimo, CS) ist ein italienischer ehemaliger Fußballspieler. Aufgrund seiner technischen Fähigkeiten erntete er den Spitznamen Rosinaldo, der seinen Nachnamen mit dem brasilianischen Ausnahmefußballer Ronaldo verbindet.

## Vereinskarriere
Alessandro Rosina spielte in seiner Jugend beim AC Parma (ab 2004 FC Parma), wo er im Sommer 2002 in die erste Mannschaft berufen wurde. Nachdem er in zweieinhalb Jahren eher selten eingesetzt worden war, folgte in der Winterpause der Saison 2004/05 ein Wechsel auf Leihbasis zum damaligen Serie-B-Verein Hellas Verona. Dort spielte Rosina ein halbes Jahr als Stammspieler. Danach wechselte er von Parma zum FC Turin, wo er sich schnell zum Führungsspieler entwickelte. Zusammen mit seiner Mannschaft schaffte er 2006 den Aufstieg in die Serie A. Am 31. Juli 2009 wechselte er zu Zenit Sankt Petersburg nach Russland, kam unter dem späteren Trainer Anatoli Dawydow jedoch nicht mehr zu einem Stammplatz. Alessandro Rosina wurde mehr und mehr durch Wladimir Bystrow ersetzt. Trotz eines erneuten Trainerwechsels und guter Leistungen in den Spielen, kam er auch unter Luciano Spalletti nur spärlich zum Einsatz und konnte weder Bystrow noch den wieder genesenen Danny aus der Startformation verdrängen. In der Folge wurde der Italiener zur Rückrunde 2010/11 an den Erstligisten AC Cesena in sein Heimatland verliehen.
2012 wechselte Rosina zur AC Siena, für die er zwei Jahre spielte. 2014 wechselte er zu Catania Calcio, die ihn jedoch nach einem Jahr zum FC Bari 1908 verlieh. Ab 2016 spielte Rosina bei der US Salernitana, wo er nach vier Saisons seine Laufbahn beendet.

## Nationalmannschaft
Im Jahr 2004 gewann er mit der U-21-Nationalmannschaft Italiens die U-21-Fußball-Europameisterschaft in Deutschland. Am 17. Oktober 2007 debütierte Rosina unter Roberto Donadoni im Trikot der italienischen Fußballnationalmannschaft beim Freundschaftsspiel gegen Südafrika.

## Erfolge und Auszeichnungen
- U-21-Europameister: 2004
- Aufnahme in die Mannschaft des Turniers der U-21-Europameisterschaft 2007
- Russischer Meister: 2010
- Russischer Pokalsieger: 2010